# 林門入
林門入（1640年—1686年），日本圍棋棋手，本名不詳，為安井算知就任名人碁所隔年過繼給門入齋以代替門入齋兩年前剛死去的徒弟。之後承襲門入齋的俸祿，林家正式誕生。
當時算知名人與本因坊道悅為仇敵，算知名為過繼門入給門入齋，實際上是扶植自己的勢力，兩人關係非常好，一致對本因坊。
1685年出仕完御城碁後，突然發病，將自己的兒子長三郎託付給當時的名人碁所本因坊道策後翌年去世，長三郎繼任，為第三世。

## 外部連結
日本圍棋故事